# Laura Rossouw
Laura Liezel Rossouw (15 luglio 1946) è un'ex tennista sudafricana.

## Carriera
Nel 1971 vince in doppio il WTA Swiss Open in coppia con Brenda Kirk, battendo Françoise Dürr e Lea Pericoli 8-6, 6-3. Nei tornei del Grande Slam, sempre nel doppio, raggiunge i quarti di finale all'Open di Francia nel 1969 e nel 1970, e a Wimbledon nel 1972, e nel doppio misto agli US Open nel 1968.
Nel 1970 gioca in Fed Cup 4 partite, vincendone 3 e perdendone una.

## Statistiche

### Doppio

#### Vittorie (1)
| Numero | Anno | Torneo                 | Superficie  | Compagna    | Avversarie in finale        | Punteggio |
| 1.     | 1971 | WTA Swiss Open, Gstaad | Terra rossa | Brenda Kirk | Françoise Dürr Lea Pericoli | 8-6, 6-3  |